# Gens Fufia
La gens Fufia era una familia plebeya de la Antigua Roma. No parece haber sido de gran antigüedad, y sólo aparece en la historia hacia el principio del primer siglo a. C.

## Origen
Esta gens ha sido frecuentemente confundida, tanto en manuscritos como por los eruditos más tempranos, con una supuesta gens Fusia, la cual no existió, al menos durante el periodo último de la República, y es sólo la forma antigua del nombre de la Furia gens. Los Fufii no aparecen en la historia hasta el séptimo siglo de la ciudad. El apellido Calenus llevado por algunos miembros de esta familia es probablemente derivado de la ciudad de Cales en Campania. No es improbable que la totalidad de la gens Fufia originalmente proviniera de Campania.

## Praenomina utilizados
Se sabe que los Fufii utilizaron los praenomina Gaius, Quintus, Lucius, y Marcus.

## Ramas y cognomina
Los únicos cognomina de los Fufii son Calenus y Geminus. El primero es probablemente derivado de Cales, un municipium en Campania, pero no se sabe si el nombre meramente indica el origen de la familia, o si el primero que lo llevó deriva de haber conquistado la ciudad de Cales, aunque lo último es la suposición más probable. El nombre aparece en una moneda de la gens Fufia. Geminus es un sobrenombre que significa «gemelo».